# Коркит
Корки́т (каз. Қорқыт) — станційне селище у складі Кармакшинського району Кизилординської області Казахстану. Входить до складу Жосалинського сільського округу.
У радянські часи селище називалось Хор-Хут.
Населення — 116 осіб (2021; 202 у 2009, 196 у 1999, 306 у 1989).